# Cotana kapaura
Cotana kapaura är en fjärilsart som beskrevs av Rothschild 1917. Cotana kapaura ingår i släktet Cotana och familjen Eupterotidae. Inga underarter finns listade i Catalogue of Life.